# Isola del Cantone
Isola del Cantone – miejscowość i gmina we Włoszech, w regionie Liguria, w prowincji Genua.
Według danych na rok 2004 gminę zamieszkiwało 1485 osób, 31,6 os./km².